# Leuctra apenninicola
Leuctra apenninicola är en bäcksländeart som beskrevs av Ravizza, C. 1988. Leuctra apenninicola ingår i släktet Leuctra och familjen smalbäcksländor. Inga underarter finns listade i Catalogue of Life.